# Nerina Bertolini
Nerina Bertolini, coniugata Pauly (Trivolzio, 10 giugno 1912 – Buenos Aires, 29 aprile 2005), è stata una cestista italiana.

## Carriera
Ha vinto la medaglia d'oro al Campionato europeo del 1938 e tre scudetti con i Canottieri e l'Ambrosiana Milano; insignita dal CONI della medaglia d'argento al valore atletico nel 1938, e di quella di bronzo nel 1934, 1935, 1936, 1937 e 1939.
All'inizio degli anni '50 sposa Giorgio Pauly, ingegnere milanese, e con lui si trasferisce a Buenos Aires (Argentina), dove vive fino alla morte.
Le sue ceneri riposano nel cimitero monumentale di Milano.

## Statistiche

### Cronologia presenze e punti in Nazionale
| Cronologia completa delle presenze e dei punti in Nazionale - Italia | Cronologia completa delle presenze e dei punti in Nazionale - Italia | Cronologia completa delle presenze e dei punti in Nazionale - Italia | Cronologia completa delle presenze e dei punti in Nazionale - Italia | Cronologia completa delle presenze e dei punti in Nazionale - Italia | Cronologia completa delle presenze e dei punti in Nazionale - Italia | Cronologia completa delle presenze e dei punti in Nazionale - Italia | Cronologia completa delle presenze e dei punti in Nazionale - Italia |
| Data                                                                 | Città                                                                | In casa                                                              | Risultato                                                            | Ospiti                                                               | Competizione                                                         | Punti                                                                | Note                                                                 |
| -------------------------------------------------------------------- | -------------------------------------------------------------------- | -------------------------------------------------------------------- | -------------------------------------------------------------------- | -------------------------------------------------------------------- | -------------------------------------------------------------------- | -------------------------------------------------------------------- | -------------------------------------------------------------------- |
| 12/10/1938                                                           | Roma                                                                 | Italia                                                               | 21 - 23                                                              | Lituania                                                             | EuroBasket 1938 - Girone unico                                       | 6                                                                    | [ 2 ]                                                                |
| 13/10/1938                                                           | Roma                                                                 | Italia                                                               | 27 - 19                                                              | Polonia                                                              | EuroBasket 1938 - Girone unico                                       | 2                                                                    | [ 3 ]                                                                |
| 15/10/1938                                                           | Roma                                                                 | Italia                                                               | 59 - 8                                                               | Svizzera                                                             | EuroBasket 1938 - Girone unico                                       | 6                                                                    | [ 3 ]                                                                |
| 16/10/1938                                                           | Roma                                                                 | Italia                                                               | 34 - 18                                                              | Francia                                                              | EuroBasket 1938 - Girone unico                                       | 4                                                                    | [ 3 ]                                                                |
| Totale                                                               |                                                                      | Presenze                                                             | 5                                                                    |                                                                      | Punti                                                                | 18                                                                   |                                                                      |

## Palmarès
- Campionato europeo: 1
Nazionale italiana: Italia 1938
- Campionato italiano: 4
Canottieri Milano: 1934; Ambrosiana Milano: 1936, 1938-39; Gruppo Sportivo Bernocchi: 1946-47